# Turma do Ronaldinho Gaúcho
A Turma do Ronaldinho Gaúcho compreende um grupo de personagens de história em quadrinhos criado por Mauricio de Sousa. A série foi publicada nas revistas Ronaldinho Gaúcho, editada pela Panini e de Ronaldinho Gaúcho e a Turma da Mônica, lançada oficialmente em 12 de maio de 2006, pela Editora Globo.
A revista foi baseada a Turma do Pelezinho, também criada pela Mauricio de Sousa Produções. Nos primeiros episódios os personagens eram vistos frequentemente interagindo com os da Turma da Mônica, mas com o tempo eles deixaram de aparecer nas histórias.
Seus quadrinhos já foram publicados em outros países, como França, Croácia, Itália, Holanda, entre outros. Suas tirinhas também são publicadas no jornal britânico The Daily Mirror.
Em 2011 foi lançada uma série de animação de mesmo nome produzida pelo estúdio italiano GIG Italy Entertainment e exibida pelo canal DeA Kids rendendo 52 episódios de 11 minutos.
Em 2013, surge a revista Neymar Jr., baseada no jogador homônimo.

Em 2014, por conta da Copa do Mundo FIFA, realizada no Brasil, a série curta-metragens de animação  de Ronaldinho Gaúcho foi adquirida pelo canal infantil pago Gloob, na mesma época, o canal Discovery Kids exibiu a série  "Pelezinho em: Planeta Futebol". também foram lançadas as séries  "Pelezinho em: Planeta Futebol", passando normalmente durante os comerciais do Discovery Kids e Neymar Jr. pela Nickelodeon.

## Personagens
- Ronaldinho Gaúcho - Menino gaúcho que se mudou recentemente para o Bairro do Limoeiro. É dentucinho, tem um cabelo longo e vive com o uniforme de futebol do Brasil. É inspirado no jogador de futebol Ronaldinho Gaúcho,[8] e torce para o Grêmio.
- Diego - Também gaúcho, é fã número 1 de Ronaldinho, Diego parece até a sombra do menino! Está sempre nos mesmos lugares que Ronaldinho, querendo fazer as mesmas coisas que ele.
- Assis - É o irmão mais velho de Ronaldinho Gaúcho. Desde que o pai morreu, Assis ajuda a mãe a cuidar da casa e dos irmãos mais novos. Inspirando no próprio irmão de Ronaldinho Roberto de Assis Moreira
- Deisi - Irmã do meio de Ronaldinho, Deisi é uma menina meiga e carinhosa! Ela também gosta de futebol e joga como goleira no time que organizou com as amigas.
- Dona Miguelina - É a mãe de Ronaldinho Gaúcho. Atenciosa e protetora, vive dando broncas no filho que não se cansa de pegar meias do varal para fazer bolas. Otima cozinheira, coloca vários legumes e saladas para cuidar das alimentação da família.
- Bala - Muito bricalhão, o cãozinho Bala é companheiro inseparável de Ronaldinho Gaúcho. Ele acompanha o seu dono todos os jogos e brincadeiras.
- Bola - Gorducho e peludo cachorro de Ronaldinho, sempre aparece com o Bala. Meio ganancioso de vez em quando mas está sempre se metendo em confusão.
- Treinador - É o treinador do time do Ronaldinho que sempre o questiona, mas no fim sempre precisa dele nos jogos. É um personagem recente e seu nome nunca foi revelado, pois todos o chamam de Treinador.
- Marilu - Uma garota de cabelos azuis amiga de Ronaldinho que apareceu em algumas histórias. Na história "A Menina do Cabelo Azul", é revelado que ela tem uma iguana chamada Madalena.
- Mané Marrento  - Um menino marrento e exibido que sempre quer ganhar dos outros em tudo . Em certas histórias aparece com cabelo negro e em outras loiro .